# Schwarzensee (Hergatz)
Schwarzensee (westallgäuerisch: Schwartsəse) ist ein Gemeindeteil der Gemeinde Hergatz im bayerisch-schwäbischen Landkreis Lindau (Bodensee).

## Geographie
Der Weiler liegt circa 2,5 Kilometer nördlich des Hauptorts Hergatz und er zählt zur Region Westallgäu. Östlich der Ortschaft verläuft die Bundesstraße 32. Westlich verläuft die Bahnstrecke Kißlegg–Hergatz. Ebenfalls westlich fließt der Schwarzenbach durch den Schwarzensee, der hier die Grenze zu Wangen im Allgäu in Baden-Württemberg bildet. Hier befindet sich auch das Vogelschutzgebiet Schwarzensee und Kolbenmoos.

## Ortsname
Der Ortsname bedeutet (Siedlung am) See, dessen Wasser dunkelfarbig ist.

## Geschichte
Schwarzensee wurde erstmals urkundlich im Jahr 980 als in vico Svarcenseae erwähnt als Kaiser Otto II. hier auf seine Rechte zugunsten des Klosters St. Gallen verzichtete. Der Ort bestand aus einem oberen Klosterhof und einem unteren freieigenen Hof, beide kamen um 1600 in den Besitz der Stadt Wangen. Im Ort befand sich die 1419 erwähnte Burg der Herren von Schwarzensee. 1617 wurden zwei Häuser in Schwarzensee gezählt. 1752 fand die Vereinödung Schwarzensees statt. Am 9. März 1954 wurde Schwarzensee zusammen mit Schreckelberg von der Gemeinde Maria-Thann in die Gemeinde Wohmbrechts umgemeindet, die 1972 in der Gemeinde Hergatz aufging.

## Bodendenkmal
- Burgstall Schwarzensee: Mittelalterlicher Burgstall mit der Aktennummer D-7-8325-0008.

Siehe auch: Liste der Bodendenkmäler in Hergatz